# Jean Mercure
Pour les articles homonymes, voir Mercure.
Jean Mercure, nom de scène de Pierre Isaac Libermann, né le 27 mars 1909 à Paris, où il est mort le 24 juin 1998, est un acteur, adaptateur, metteur en scène et homme de théâtre français.
Il a été le directeur fondateur du théâtre de la Ville à Paris de 1968 à 1985.

## Biographie
Jean Mercure fait ses débuts au théâtre en 1932. En 1937, il joue dans L'Opéra de quat'sous de Bertolt Brecht. Après avoir mis en scène plusieurs œuvres dont certaines jugées « difficiles » comme Le Fleuve étincelant de Charles Langbridge Morgan ou Le Silence de la mer de Vercors, il fonde en 1958 le « Nouveau Cartel » avec André Barsacq, Jean-Louis Barrault et Raymond Rouleau. Jusqu'au milieu des années 1960, il œuvre dans de nombreux théâtres privés de Paris et marque son intérêt pour un répertoire exigeant orienté en particulier vers la création de pièces nouvelles françaises ou étrangères.
Il prend la direction en 1968 du théâtre de la Ville après deux années de restructuration de la salle du théâtre Sarah-Bernhard. Il sera à l'origine de la renaissance de l'institution de la place du Châtelet, ouvrant la programmation de la salle au théâtre contemporain, mais surtout à la danse contemporaine et aux musiques du monde. Sous sa direction et avec l'aide majeure de Gérard Violette, son administrateur général, le Théâtre de la Ville devient une scène essentielle pour la danse et notamment l'éclosion de la nouvelle danse française ainsi qu'un soutien précoce des productions de Pina Bausch. Il en laisse la direction à Gérard Violette en 1985.
Le 24 juin 1998, il se donne la mort avec son épouse, la comédienne Jandeline. Il est inhumé à Villiers-sous-Grez. 
La Bibliothèque historique de la ville de Paris conserve un « Fonds Jean-Mercure » constitué de correspondances, de maquettes planes et dessins de décors, de dossiers d'œuvres issus de son travail d'acteur et metteur en scène de 1945 à 1969, et d'archives datant de sa direction du théâtre de la Ville. Cette collection est entrée grâce à l'Association de la Régie théâtrale, qui l'avait reçue de la fille de Jean Mercure, Isa Mercure, en 1999.

## Filmographie

### Cinéma
- 1937 : Le Porte-veine de André Berthomieu
- 1938 : La Rue sans joie d'André Hugon
- 1938 : Les Gens du voyage de Jacques Feyder
- 1938 : Le Héros de la Marne de André Hugon : le jeune mobilisé
- 1939 : Entente cordiale de Marcel L'Herbier
- 1941 : Le Club des soupirants de Maurice Gleize
- 1941 : Il était un foie de Michel Dulud - court métrage -
- 1945 : Jeux de femmes de Maurice Cloche
- 1948 : Marlène de Pierre de Hérain
- 1949 : Ballerina de Ludwig Berger
- 1949 : Le Parfum de la dame en noir de Louis Daquin
- 1949 : Les Vagabonds du rêve de Carlo Felice Tavano
- 1951 : Maître après Dieu de Louis Daquin
- 1952 : Trois femmes d'André Michel, dans le sketch : Coralie
- 1953 : La Rose et l'Épée - (The Sword and the Rose) de Ken Annakin
- 1954 : Le Rouge et le Noir de Claude Autant-Lara : Le marquis de la Môle
- 1957 : Le Gorille vous salue bien de Bernard Borderie
- 1958 : Le Prisonnier du Temple (Dangerous Exile) de Brian Desmond Hurst : le chef de la police
- 1959 : Austerlitz de Abel Gance
- 1960 : Les Magiciennes de Serge Friedman
- 1964 : Elle est à tuer de Dossia Mage - court métrage -
- 1982 : Mille milliards de dollars, d'Henri Verneuil : M. Holstein
- 1989 : Baxter de Jérôme Boivin : Monsieur Cuzzo
- 1991 : Aujourd'hui peut-être... de Jean-Louis Bertuccelli : Gaby
- 1992 : Deux amis prélude de Pierre Schoeller - court métrage -

### Télévision
- 1962 : Rien que la vérité de Claude Loursais
- 1962 : Quatrevingt-treize d'Alain Boudet
- 1973 : Au théâtre ce soir : Ouragan sur le Caine d'Herman Wouk, mise en scène André Villiers, réalisation Georges Folgoas, Théâtre Marigny
- 1974 : Messieurs les jurés : « L'Affaire Lussanger » d'André Michel : le Président
- 1977 : Zoo ou l'Assassin philanthrope de Renaud Saint-Pierre
- 1988 : L'Argent de Jacques Rouffio

#### Metteur en scène
- 1967 : Au théâtre ce soir : Le Rayon des jouets de Jacques Deval, réalisation Pierre Sabbagh, Théâtre Marigny

## Théâtre

### Comédien
- 1932 : Les Trois Voyages d'André Karquel et Alfred Tirard, théâtre Albert 1er
- 1932 : Le Triomphe de la science de Tristan Bernard, théâtre Albert 1er
- 1932 : Le Marchand d'idées de Solange Duvernon, théâtre Caumartin
- 1932 : Germinal de William Busnach d'après Émile Zola, théâtre des Bouffes-du-Nord
- 1932 : L'Homme de Moscou de Robert Organd
- 1932 : Sortilèges d'Henri-René Lenormand, mise en scène Camille Corney, Studio des Champs-Élysées
- 1933 : Teddy and Partner d'Yvan Noé, théâtre Michel
- 1934 : Citoyens ! de Félix Ruster-Giaccobi, théâtre de la Renaissance
- 1934 : L'Âge de Juliette de Jacques Deval, théâtre Saint-Georges
- 1935 : Le Bonheur d'Henry Bernstein, casino de Nice
- 1935 : Le Valet de deux maîtres de Carlo Goldoni, théâtre des Arts
- 1936 : Qui d'André Pascal et Albert-Jean, mise en scène Fernand Mailly, théâtre de la Renaissance
- 1936 : La Treizième Enquête de Grey d'Alfred Gragnon, mise en scène Fernand Mailly, théâtre des Capucines
- 1937 : Le Crime du boulevard Haussmann de Georges Vaxelaire, mise en scène Fernand Mailly, Théâtre des Capucines
- 1937 : Le Masque de la mort rouge de Theo Sgourdellis d'après Edgar Allan Poe, théâtre des Capucines
- 1937 : Le Dernier Prêtre de Theo Sgourdellis, théâtre des Capucines
- 1937 : L'Opéra de quat'sous de Bertolt Brecht, mise en scène Francesco von Mendelssohn (en), Raymond Rouleau, théâtre de l'Étoile
- 1937 : Un roi, deux dames, un valet de François Porché, Grand Théâtre de Bordeaux
- 1939 : Boudu sauvé des eaux de René Fauchois, théâtre de la Porte-Saint-Martin
- 1941 : La vie est belle de Marcel Achard, théâtre du Gymnase Marseille
- 1941 : Les Fourberies de Scapin de Molière, mise en scène Louis Ducreux, Compagnie du Rideau Gris
- 1941 : Tout homme d'Henri Fluchère, Compagnie du Rideau Gris
- 1941 : Le Songe d'une nuit d'été de William Shakespeare, mise en scène Marcel Lupovici
- 1941 : Am Stram Gram d'André Roussin, mise en scène de l'auteur, théâtre des Célestins
- 1941 : Le Carrosse du Saint-Sacrement de Prosper Mérimée
- 1941 : Fantasio d'Alfred de Musset, mise en scène Louis Ducreux
- 1942 : Le Barbier de Séville de Beaumarchais, mise en scène Louis Ducreux
- 1942 : L'École des maris de Molière, mise en scène Jean Mercure
- 1942 : Peg de mon cœur de J. Hartley Manners (en), adaptation Yves Mirande et Maurice Vaucaire
- 1946 : Charivari Courteline pièces de Georges Courteline, théâtre des Ambassadeurs
  - Le gendarme est sans pitié
  - La Peur des coups
  - Lidoire
- 1946 : Huon de Bordeaux d'Alexandre Arnoux, mise en scène Jean Mercure, théâtre Pigalle
- 1948 : Maître après Dieu de Jan de Hartog, mise en scène Jean Mercure, théâtre Verlaine
- 1951 : Mort d'un rat de Jan de Hartog, mise en scène Jean Mercure, théâtre Gramont
- 1952 : Sur la Terre comme au ciel de Fritz Hochwälder, mise en scène Jean Mercure, théâtre de l'Athénée
- 1953 : Une visite de noces d'Alexandre Dumas fils, mise en scène Jean Mercure, théâtre Saint-Georges
- 1953 : La Volupté de l'honneur de Luigi Pirandello, mise en scène Jean Mercure, théâtre Saint-Georges
- 1954 : Living-Room de Graham Greene, mise en scène Jean Mercure, théâtre Saint-Georges, théâtre Montparnasse en 1955
- 1954 : La Volupté de l'honneur de Luigi Pirandello, mise en scène Jean Mercure, théâtre Saint-Georges, théâtre Montparnasse en 1955
- 1955 : Le Bal des adieux d'André Josset, mise en scène Jean Mercure, théâtre Montparnasse
- 1955 : Une visite de noces d'Alexandre Dumas fils, mise en scène Jean Mercure, théâtre Montparnasse
- 1957 : Ouragan sur le Caine de Herman Wouk, mise en scène André Villiers, théâtre en Rond
- 1959 : Le Cas Dobedatt de George Bernard Shaw, mise en scène Jean Mercure, théâtre des Bouffes-Parisiens
- 1962 : L'Archipel Lenoir d'Armand Salacrou, mise en scène Charles Dullin, théâtre Montparnasse
- 1962 : Trencavel de Robert Collon, mise en scène Jean Mercure, théâtre Montparnasse
- 1963 : Dom Juan de Molière, mise en scène Jean Mercure, Ankara
- 1964 : Sainte Jeanne de George Bernard Shaw, mise en scène Pierre Franck, théâtre Montparnasse

Théâtre de la Ville
- 1968 : Six personnages en quête d'auteur de Luigi Pirandello, mise en scène Jean Mercure
- 1969 : Pizarro et le soleil de Peter Shaffer, mise en scène Jean Mercure
- 1971 : La Guerre de Troie n'aura pas lieu de Jean Giraudoux, mise en scène Jean Mercure, Théâtre de la Ville, Cour d'honneur du Palais des Papes Festival d'Avignon
- 1971 : Rintru pa trou tar hin ! de François Billetdoux, mise en scène Serge Peyrat
- 1972 : Les Possédés d'Albert Camus d'après Fiodor Dostoïevski, mise en scène Jean Mercure
- 1972 : Santé publique de Peter Nichols, mise en scène Jean Mercure
- 1973 : La Bonne Âme du Se-Tchouan de Bertolt Brecht, mise en scène Jean Mercure
- 1975 : Zoo ou l'Assassin philanthrope de Vercors, mise en scène Jean Mercure
- 1979 : Gin Game de Donald L. Coburn (en), mise en scène Jean Mercure
- 1980 : Gin Game de Donald L. Coburn (en), mise en scène Jean Mercure, Théâtre des Célestins
- 1982 : Quoi qu'on fasse, on casse de Michael Frayn, mise en scène Jean Mercure
- 1984 : L'Art de la comédie d'Eduardo De Filippo, mise en scène Jean Mercure
- 1985 : Volpone de Jules Romains et Stefan Zweig d'après Ben Jonson, mise en scène Jean Mercure
- 1986 : Gin Game de Donald L. Coburn (en), mise en scène Jean Mercure, théâtre Fontaine

### Metteur en scène
- 1942 : L'École des maris de Molière
- 1945 : Le Fleuve étincelant de Charles Morgan, Théâtre Pigalle, théâtre des Ambassadeurs
- 1946 : Charivari Courteline 8 pièces de Georges Courteline, théâtre des Ambassadeurs
- 1946 : Mégarée de Maurice Druon, Théâtre royal du Parc, théâtre du Vieux-Colombier
- 1946 : Plainte contre inconnu de Georges Neveux, théâtre Gramont
- 1946 : Huon de Bordeaux d'Alexandre Arnoux, théâtre Pigalle
- 1948 : Docteur Hinterland de Jean Josipovici, théâtre des Noctambules
- 1948 : Un baron sur la branche de Barthélemy Taladoire et Étienne Fuzellier, théâtre Édouard-VII
- 1948 : Maître après Dieu de Jan de Hartog, théâtre Verlaine
- 1949 : Le Silence de la mer d'après Vercors, théâtre Édouard-VII[4]
- 1949 : La Tentation de Tati de Jean Schlumberger, théâtre Édouard-VII
- 1949 : L'Art du troubadour
- 1949 : Miss Mabel de R.C. Sherriff, théâtre Saint-Georges
- 1950 : Dieu le savait ! d'Armand Salacrou
- 1951 : Mort d'un rat de Jan de Hartog, théâtre Gramont
- 1951 : L'École des femmes de Molière, Tel-Aviv
- 1951 : Dieu le savait ! d'Armand Salacrou, théâtre Saint-Georges
- 1951 : Maître après Dieu de Jan de Hartog, théâtre de la Gaîté-Montparnasse
- 1952 : Sur la Terre comme au ciel de Fritz Hochwälder, théâtre de l'Athénée
- 1952 : Une maison de poupée d'Henrik Ibsen, Comédie-Caumartin
- 1953 : Sud de Julien Green, théâtre de l'Athénée
- 1953 : Une visite de noces d'Alexandre Dumas fils, théâtre Saint-Georges
- 1953 : La Volupté de l'honneur de Luigi Pirandello, théâtre Saint-Georges
- 1954 : Un nommé Judas de Pierre Bost et Claude-André Puget, Comédie-Caumartin
- 1954 : Living-Room de Graham Greene, théâtre Saint-Georges, Théâtre Montparnasse en 1955
- 1955 : Le Bal des adieux d'André Josset, théâtre Montparnasse
- 1955 : Une visite de noces d'Alexandre Dumas fils, théâtre Montparnasse
- 1955 : La Volupté de l'honneur de Luigi Pirandello, théâtre Montparnasse
- 1955 : Les Amants novices de Jean Bernard-Luc, théâtre Montparnasse
- 1956 : Mademoiselle Fanny de Georgette Paule et Gabriel Arout, théâtre des Mathurins
- 1956 : Thé et Sympathie (en) de Robert Anderson, théâtre de Paris
- 1958 : La Tour d'ivoire de Robert Ardrey, théâtre des Bouffes-Parisiens
- 1959 : Le Cas Dobedatt de George Bernard Shaw, théâtre des Bouffes-Parisiens
- 1960 : Si la foule nous voit ensemble de Claude Bal, théâtre de Paris
- 1960 : Le Pain de ménage et Le Plaisir de rompre de Jules Renard, Comédie-Française
- 1960 : Vol de nuit de Luigi Dallapiccola, Opéra-Comique
- 1960 : Le Cardinal d'Espagne d'Henry de Montherlant, Comédie-Française
- 1961 : Le Repos du guerrier de Christiane Rochefort, adaptation Raf Vallone, théâtre de Paris
- 1962 : Trencavel de Robert Collon, théâtre Montparnasse
- 1963 : Dom Juan de Molière, Ankara
- 1963 : Le Paria de Graham Greene, théâtre Saint-Georges
- 1965 : L'Orphelin de la Chine de Voltaire, Comédie-Française
- 1965 : Pourquoi pas Vamos de Georges Conchon, Théâtre Édouard-VII
- 1966 : Dom Juan de Molière, Tokyo
- 1968 : Le Cardinal d'Espagne d'Henry de Montherlant, en collaboration avec Michel Etcheverry, festival de Bellac

Théâtre de la Ville
- 1968 : Six personnages en quête d'auteur de Luigi Pirandello
- 1969 : L'Engrenage de Jean-Paul Sartre
- 1969 : Pizarro et le soleil de Peter Shaffer
- 1971 : La Guerre de Troie n'aura pas lieu de Jean Giraudoux, Théâtre de la Ville, Cour d'Honneur du Palais des Papes Festival d'Avignon
- 1972 : Les Possédés d'Albert Camus d'après Fiodor Dostoïevski
- 1972 : Santé publique de Peter Nichols
- 1973 : La Bonne Âme du Se-Tchouan de Bertolt Brecht
- 1974 : La Création du monde et autres bisness d'Arthur Miller
- 1975 : Zoo ou l'Assassin philanthrope de Vercors
- 1977 : Così fan tutte de Mozart, Festival d'Aix-en-Provence
- 1977 : La Guerre de Troie n'aura pas lieu de Jean Giraudoux, tournée USA et Canada
- 1978 : La Maison des cœurs brisés de George Bernard Shaw
- 1979 : Gin Game de Donald L. Coburn (en)
- 1982 : Quoi qu'on fasse, on casse de Michael Frayn
- 1984 : L'Art de la comédie d'Eduardo De Filippo
- 1985 : Volpone de Jules Romains et Stefan Zweig d'après Ben Jonson